# Jules Vallès

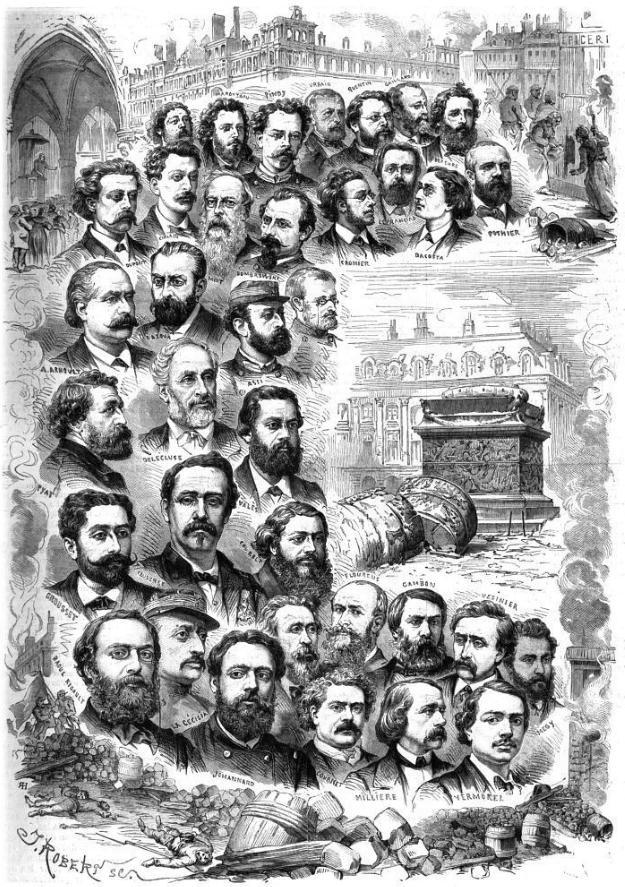
Rycina „Ludzie Komuny Paryskiej” opublikowana w „L’Illustration, journal universel” z 15 lipca 1871 roku. Wizerunek Vallès’a jako pierwszy na wysokości cokołu obalonej Kolumny Vendôme Trzy rzędy wyżej Jarosław Dąbrowski

Jules Vallèsⓘ (ur. jako Louis-Jules Vallez 11 czerwca 1832 roku w Le Puy-en-Velay, zm. 14 lutego 1885 roku w Paryżu) – francuski pisarz i publicysta, m.in. „Le Figaro” i „Le Cri du peuple”. Jedna z czołowych postaci Komuny Paryskiej.

## Życiorys
Nazwisko ojca brzmi Vallez, lecz zostało błędnie wpisane w akcie urodzenia Jules’a jako Vallès. Jednak później, gdy mógł wystąpić o urzędową korektę, zaakceptował ten błąd i używał nazwiska Vallès jako demonstracji sprzeciwu wobec serwilistycznej postawie ojca. Ojciec był prowincjonalnym nauczycielem – jak odnotowuje w 1941 roku Tadeusz Boy-Żeleński – wypierającym się przez całe życie chłopskiego pochodzenia, które było źródłem rodzinnych kompleksów również u matki. Przejawiały się one m.in. przesadną dbałością o nowo nabyte maniery i obyczaje mieszczańskie, przywdziewaniem galowych strojów, kapeluszy i rękawiczek w sytuacjach bardzo prozaicznych, nieadekwatnych, czy wymuszaniem zwracania się do siebie per „profesorowa”.
W dzieciństwie Jules był brutalnie traktowany, bity przez rodziców, początkowo przez matkę, potem również regularnie przez ojca. Konflikty rodzinne wynikały poniekąd z sytuacji zawodowej ojca, jego podejrzliwość i paniczny strach przed postawami kwestionującymi porządek społeczny wynikały z represyjnego stosunku rządzących – najpierw administracji doby restauracji monarchii, a następnie bonapartystów, wobec narastających co chwila napięć społecznych w kraju czterdzieści lat po Wielkiej Rewolucji. Ojciec, będąc nauczycielem, traktowany był jako urzędnik państwowy i wymagano od niego pełnej lojalności wobec władz. Zabiegi o zachowanie prawomyślności w rodzinie na niewiele się jednak zdały, ojciec Jules’a został zdegradowany z posady wykładowcy akademickiego do nauczyciela gimnazjalnego. Jules odebrał jednak gruntowną edukację klasyczną według planów aspiracji społecznych rodziców. Był dzieckiem chłonnym i znakomitym uczniem Lycée Georges-Clemenceau, dobrze radził sobie z greką i łaciną, na czym bardzo zależało ojcu. Zdobywał liczne nagrody szkolne w tych przedmiotach, jednak według Żeleńskiego nie znosił tych zajęć.
Jeszcze w Nantes Jules Vallès zaczął interesować się życiem publicznym, z entuzjazmem przyjął upadek króla Filipa I. Jednak po początkowym zachwycie II Republiką i nadziejami na zmiany społeczno-obyczajowe jakie miała przynieść, po pierwszych krwawo stłumionych przez bonapartystów buntach ludowych, głęboko się nią rozczarował. Zwłaszcza po powstaniu studentów, rzemieślników i bezrobotnych w 1848 roku w Paryżu, które odbiło się echem nie tylko we Francji. Sam zaczął uczestniczyć w zamieszkach ulicznych, przyłączając się do kręgu republikanów. Coraz bardziej buntował się też przeciwko presji ojca na konieczność zdania matury i rozpoczęcia kariery nauczycielskiej. W 1850 r. został wysłany przez ojca do szkoły z internatem i kontynuował naukę w paryskim Lycée Condorcet. Rok później brał udział w powstaniu przeciwko Napoleonowi III podczas zamachu stanu. W trakcie tych wydarzeń zaprzyjaźnił się z Arthurem Ranc’iem, znanym pisarzem i politykiem francuskiej lewicy. Z Ranciem m.in. bronili 2 grudnia 1851 roku jednej z nielicznych jeszcze barykad Paryża.
Już w latach pięćdziesiątych Vallès został dostrzeżony na paryskich salonach, choć odbierano jego teksty bardzo krytycznie. Konsternował empatycznymi opisami biedoty paryskiej, a zarazem atakowaniem burżuazji. Po zamachu na Napoleona w 1858 roku, w ramach śledztw i represji, odesłano Vallès’a do Nantes, osadzając go, przy aprobacie ojca, w szpitalu psychiatrycznym. Dzięki pomocy Antoine’a Arnoulda kilka miesięcy później udało mu się jednak z niego uciec.
Wrócił do Paryża, gdzie dołączył jako autor do zespołu redakcyjnego „Le Figaro”. W przeddzień Komuny Paryskiej, jako dowódca batalionu Gwardii Narodowej, brał udział w walkach przeciwko rządowi, zapamiętany został z waleczności szczególnie w powstaniu rozpoczętym 31 października 1870 roku. Po rewolucji 18 marca 1871 roku był już znanym członkiem Komuny i jednym z najważniejszych działaczy Komisji Oświecenia. Uczestniczył również w pierwszej Międzynarodówce.
Ideologicznie Jules Vallès był bliski Proudhonowi czemu dawał wyraz m.in. redagując pismo „Le Peuple” (pol. lud, później „Le Cri du peuple” – pol. krzyk ludu), zajmujące w okresie Komuny Paryskiej postawę pojednawczą między proudhonistami a blankistami.
Po upadku Komuny musiał uciekać z Francji, ponieważ został zaocznie skazany na śmierć przez VI sejm wojenny. Wyjechał do Londynu. Podczas dziewięcioletniej emigracji urodziło się i po dziesięciu miesiącach zmarło jego jedyne dziecko, córka Jeanne-Marie. Po amnestii z 1880 roku wrócił do Paryża i przez ostatnie pięć lat życia kontynuował działalność publicystyczną o podobnym charakterze. Zmarł w wieku 53 lat.

## Trylogia „Jakub Vingtras”
Najbardziej znanymi, do dziś wznawianymi jego powieściami są: L’Enfant” (po raz pierwszy opublikowana w 1879 roku), „Le Bachelier” (1881) i „L’Insurgé” (1885), zbiorczo wydane, również w Polsce, pod tytułem „Jakub Vingtras”. W dużej mierze są to powieści autobiograficzne, dwie pierwsze pisane w skrajnym ubóstwie. XX-wieczny filozof Gilles-Gaston Granger opisał je jako „historie poświęcenia pokolenia pokonanego w czerwcu 1848, upokorzonego 2 grudnia 1851, a następnie zmiażdżonego w maju 1871” We Francji do dziś fragmenty powieści z trylogii „Jakub Vingtras” odczytywane są publicznie jako powieść pedagogiczna na organizowanych przez duże redakcje spotkaniach społecznych–kulturalnych emitowanych również przez media elektroniczne. Zainspirowany trylogią Vallèsa,, jako swój pseudonim publicystyczny „Jacques Vingtras” przybrał w młodości Jean-Baptiste Lebas, późniejszy wieloletni mer Roubaix i minister pracy Francji, autor przełomowych ustaw pracowniczych z czerwca 1936 roku.